# 修羅の群れ
『修羅の群れ』（しゅらのむれ）は、1984年11月17日に公開された日本映画。製作、配給は東映。カラー、ビスタサイズ、映倫番号:111493。主演は松方弘樹。2002年2月16日に同じく松方の主演で、GPミュージアムソフトによるリメイク版が公開された。

## 概要
昭和初期、横浜浅間町の吉岡道場で柔道に励む青年、稲原龍二。導かれるように博徒となり、やがて関東随一の巨大組織の首領に。稲原と彼のもとに集う男たちの姿を描く実録やくざ映画。原作はモデル小説で、扶桑会の吉川清など数人を除いて殆どが仮名になっている。主人公のモデルは稲川会総裁、稲川角二。

## 出演
- 稲原龍二（加東伝三郎の若衆。モデル・稲川角二）…松方弘樹
  - 稲原龍太郎（龍二の父）…品川隆二
  - 稲原雪子(龍二の妻。旧姓・中田)（モデル・稲川一二三）…酒井和歌子
  - 中田しずえ（雪子の母）…風見章子
  - 出水辰雄（稲原の若衆。モデル・出口辰夫）…北島三郎[4]
    - 三谷千恵（出水の幼馴染で妻）…小野さやか
    - 川内三喜（出水の若衆。モデル・川上三喜）…岡崎二朗

  - 井沢輝一（稲原の若衆。出水辰雄の兄弟分。モデル・井上喜人[5]）…菅原文太
    - 田上圭（井沢の舎弟。モデル・田中敬）…小林繁

  - 石河隆司（井沢の兄弟分。稲原の若衆。モデル・石井隆匡）…北大路欣也
    - 宮元広一（石河の舎弟。モデル・宮本広志）…宮内洋

  - 山村修道（井沢の弟分。稲原の若衆。川崎の韓国系ヤクザ。モデル・山川修身）…張本勲
  - 林俊一郎（稲原の若衆。モデル・林喜一郎）…待田京介
  - 森谷義男（稲原の子分。モデル・森田祥生[6]）…清水健太郎
  - 長谷部夏治（稲原の子分。モデル・長谷川春治）…木之元亮
    - ケイ（長谷部の母）…東竜子

  - 輪田久吉（稲原の子分。モデル・和田永吉）…にしきのあきら
  - 森将人（稲原の子分。モデル・森泉人）…鳥羽一郎
- 加東伝三郎（モデル・加藤伝太郎[7]）…丹波哲郎
  - 横山新二郎（加東の若衆。大船の親分。稲川の兄貴分として稲川に一から任侠道を教える。モデル・横山新次郎[8]）…鶴田浩二
  - 郷三助（稲原の先輩組員だったが、稲原と対立）…成瀬正
- 鶴岡政次郎（モデル・鶴岡政次郎）…若山富三郎
- 張春樹（出水・井沢の兄弟分。モデル・趙春樹）…葉山良二
- 大島英五郎（モデル・町井久之）…天知茂
- 会津川（相撲取り崩れの飯場の親方）…グレート小鹿
- （海岸で因縁をつけるチンピラ）…福本清三
- 鄭…小林稔侍
- 朱…市川好郎
- 稲本弁護士…林彰太郎
- 京浜兄弟会会長…有川正治
  - 鳥塚勇（京浜兄弟会の鉄砲玉）…丹波義隆
- 岩田直二
- 小林昭男
- 片桐竜次
- 小田部通麿
- 河合絃司
- 若宮隆士
- 沢田浩二
- 原吉美
- 関根大学
- 浜田晃
- 奈辺悟
- 北野清治
- 名引直寿
- 大蔵晶
- 大原武樹
- 櫛田純男
- 西村泰治
- 内田タクマ
- 菅田俊
- 根津良行
- 山下伸次
- 神宮寺学
- 吉田猛
- 橋本直樹
- 斎田裕嗣
- 司裕介
- 国一太郎
- 高並功
- 勝野賢三
- 鈴木康弘
- 簑和田良太
- 白川浩二郎
- 大木晤郎
- 俵坂昭範
- 山崎修
- 池内美紀
- 大原敬広
- 坂口弘樹
- 長田友子
- 村上あゆみ
- 渡瀬ゆき
- 一条薫子
- 上杉優子
- 仁野慶子
- 神宮寺秋生
- 宮川恵子
- 大川かつ子
- 丸平峯子
- 森源太郎
- 梅田まゆみ
- 武田雅子
- 世利ゆかり
- 星野美恵子
- 西村マミ
- 島田秀雄
- 宮城幸生
- 笹木俊志
- 藤沢徹夫
- 波多野博
- 平河正雄
- 志茂山高也
- 池田謙治
- 木谷邦臣
- 白井滋郎
- 奔田陵
- 峰蘭太郎
- 清家三彦
- 西山清孝
- 矢部義章
- 細川純一
- 遠山金次郎
- 小船秋夫
- 小谷浩三
- 木下通博
- 武井三二
- 浜田隆広
- 石井洋充
- 青野真己
- 砂崎秀明
- 浅田裕二
- ナレーター…小池朝雄

## スタッフ
- 監督：山下耕作
- 企画：藤映像コーポレーション
- 原作：大下英治
- 脚本：村尾昭
- 製作：俊藤浩滋、高石淡
- プロデューサー：佐藤雅夫、斎藤一重
- 撮影：赤塚滋
- 音楽：木下忠司
- 主題曲：北島三郎「神奈川水滸伝」[9]
- 美術：井川徳道、山下謙爾
- 録音：平井清重
- 照明：海地栄
- 編集：市田勇
- 助監督：俵坂昭康
- 記録：石田照
- 装置：稲田源兵衛
- 装飾：渡辺源三
- 背景：西村三郎
- 衣裳：豊中健
- 美粧・結髪：東和美粧
- 擬斗：上野隆三
- 刺青：毛利清二
- 演技事務：藤原勝
- 宣伝：寺西国光、小田和治
- 製作宣伝：丸国艦
- スチール：中山健司
- 進行主任：野口忠志
- 協力：東映京都美術センター、東映俳優センター

## 製作

### 企画
クレジットにはないが岡田茂東映社長（当時）が稲川聖城（角二）の半生を映画化しようと徳間康快とまず『アサヒ芸能』での連載を決め、同じ広島出身で懇意の大下英治に書かせた原作を映画化したもの。俊藤浩滋も同様に稲川と交渉を続けていたが、岡田のルートで映画化が進んだ。大下は直接稲川会総裁に会い、長いインタビューを行い原作を書いた。大下は稲川会総裁を始め、全国の親分を取材で回る際には必ず俊藤が同行してくれ、スムーズに取材が出来たと話している。大下はこれをきっかけにヤクザをテーマにした小説を書くようになった。俊藤は「小説及び映画のタイトルは私が決めた」と話しているが、大下は「小説及び映画のタイトルは私と俊藤で決めた」、「"修羅"という言葉は私（大下）が好きで入れた」と話している。ヤクザ映画やビデオのタイトルに"修羅"という語が多く使われ始めたのはこの作品以降である。

## キャスティング
東映生え抜きのスターながら、長年冷や飯を食わされ、岡田社長から「松方、役者は四十からだぞ、辛抱せえよ」と言われ続け、三十代で大作の主役を張るようになっても「まだ足が着いてない」気持ちだったという松方が、「やっと独り立ちできた」と生涯の代表作と誇っていたのが本作。ただ、当初主役を予定されていたのは、本作で脇役として出演しているライバル・北大路欣也であった。北大路が文芸作品と撮影が重なり、「なら松方でいいか」と松方が主役に決まった。
松方に絡む役で野球解説者の張本勲と小林繁が特別出演し話題を呼んだ。酒井和歌子は東映初出演。

## 作品の評価

### 興行成績
セールスプロモーションに力を入れる予定だったが、事情により、かけられず、配給収入は6億5千万円に留まった。

### 後の作品への影響
岡田東映社長は「やくざ映画は絶対観客はある程度いるが若い層に火がつかない。企画をよく練って、今後も年一本ぐらいは作る」などと話していた。しかし『修羅の群れ』の後に松方が『戦争と平和』というタイトルで、勝新太郎と警視庁と合田一家の話をやろうとして、衣装合わせまで進んでいたが、当局から岡田社長に圧力がかかり頓挫し、そこから実録的なヤクザ映画は撮れなくなったと話している。東映は翌1985年に松方主演で波谷守之をモデルとした『仁義なき戦い』の別視点映画『最後の博徒』を製作したが、以降は、本格的な実録ヤクザ映画は作られていない。
このため『修羅の群れ』から、東映は新しい"実録"を模索し、1988年には『極道渡世の素敵な面々』や『疵』を皮切りに、"ニューやくざ映画"、"ネオやくざ路線"が生まれ、これは後の東映Vシネマというジャンルを切り拓いた流れの一つとも評される。当時東映は、女性文芸映画や女性を主役としたヤクザ映画が当たり、仁侠映画はどんどん傍系に追いやられ『修羅の群れ』も『制覇』以来、二年ぶりの製作だった。

## 逸話
- 星野仙一が本作のファンで、中日監督時代に遠征先でのバス移動の際や、宿舎で2chのアダルトチャンネルの代わりに上映させて自身はもちろん、コーチ陣やナインにも気合を注入していたという[25][26]。山崎武司と英智によると、ずっと流すあまり台詞を覚えてしまい、後輩選手が先輩選手よりいい車に乗っていたりすると、その台詞を真似る事があったという。
- 主題歌「神奈川水滸伝」は、モデルとされた稲川会が気に入って式典の記録ビデオなどに使用しているという[9]。

## ネット配信
- YouTubeの「TOEI Xstream theater」より、2021年9月18日21:00から同年9月25日21:00まで期間限定無料配信が行われていた。その後、同チャンネルのリニューアル版「東映シアターオンライン」で、「祝! チャンネル登録者10万人突破記念」として、2022年11月19日21:00から同年11月27日23:59まで期間限定無料配信が行われていた。

## リメイク版（2002年）
松方弘樹主演。俊藤浩滋の最後のプロデュース作品。また、貫地谷しほりのデビュー作である。「第1部 怒濤編」(76分)「第2部 風雲編」(88分)「第3部 完結編 大抗争列島」(81分)の全3作としてDVDリリース。

### キャスト
- 稲原龍二：俊藤光利（1 青年時代 加東伝三郎の若衆）→松方弘樹（壮年以降 加東伝三郎の若衆→鶴岡政二郎の若衆→山崎屋一家稲原組組長→稲原会初代会長→稲原会総裁）
- 横山新二郎（堀井一家代貸→山崎屋一家稲原組後見人）：夏八木勲
- 石井隆司（石津組代貸→稲原組系石井組組長→稲原会理事長→稲原会二代目会長）：名高達男（2・3）
- 稲原雪子（稲原龍二の妻）：高橋しゅり（1 ナカタ雪子） / 鶴田さやか
- 稲原秋子（稲原龍二の娘）：貫地谷しほり
- 田城綾子（山賀組三代目姐）：二宮さよ子
- 中田しずえ（雪子の母）：島ひろ子
- 加東伝三郎（堀井一家三代目総長）：高松英郎（1）
- 山本信太郎（堀井一家代貸）：武蔵拳（1）
- 堀井一家組員（堀井一家時代の龍二の兄貴分）：土平ドンペイ（1）
- 出口辰雄（横浜愚連隊四天王→稲原龍二の若衆 モロッコの辰）：寺島進
- 井沢輝一（横浜愚連隊四天王→稲原龍二の若衆→稲原組幹部）：本宮泰風
- 林俊一郎（横浜愚連隊四天王→稲原組幹部→稲原会会長補佐）：隆大介
- 吉永金三（横浜愚連隊四天王→稲原組幹部）：山下真広
- 長谷川政治（愚連隊→稲原龍二の若衆→稲原組幹部→稲原会常任理事→碑文ジ一家）：崎山凛
- 森田新吾（愚連隊→稲原龍二の若衆→稲原組幹部→稲原会常任理事）：やべきょうすけ
- 田中圭（愚連隊→稲原龍二の若衆）：辰巳佳太
- モロッコの辰の舎弟 （愚連隊→稲原龍二の若衆）：大西武志
- 天使：山口剛（1）
- 女衒（列車の中）：諏訪太朗（2）
- 医師：野上正義（1）
- 関山勝（関山組組長）：梅宮辰夫（1）
- 山形正造（関山組若頭）：山口仁（1）
- 木村忠生（関山組組員）淺野潤一郎（1）
- 関山組組員：中野裕斗（1）
- 石橋雅史
- 並樹史朗
- 森将人(稲原組組員・田代正雄葬式時の挨拶代読)：森羅万象（2・3）
- 町村久行（東方会会長）：小沢仁志（2・3）
- 桧山宏：鈴木隆二郎（2）
- 九道見治（九道会会長）：菅原文太（2・3）
- 草山武明（草山一家総長）：待田京介（2・3）
- 浜田市郎（郷里一家二代目総長）：亀石征一郎（2・3）
- 田城正雄（山賀組組員→山賀組三代目組長）：中井貴一
- 山倉健造（山賀組若頭）：古井榮一（3）
- 竹上正久（山賀組若頭→山賀組四代目組長）：殺陣剛太（3）
- 山崎宏（山賀組組長代行→正和会会長）：岡崎二朗
- 渡会芳樹（山賀組系山倉組若頭→山賀組四代目若頭補佐）：渡辺裕之
- 岸川（山賀組組員→山賀組四代目若頭補佐）：森永健司
- 堀尾賢一（山賀組系井藤組 横浜支部長）：野口雅弘（2）
- 安倍信作（住井一家三代目総長→元総長）：小林旭（2・3）
- 鶴岡政二郎（綱島一家五代目総長）：丹波哲郎（1・2）
- 稲原裕之：目黒大樹（青年時代 稲原組系石井組組員→山崎家一家組長）→渡哲也（壮年 山崎家一家組長→稲原会二代目本部長→稲原会三代目会長）（2・3）

ナレーション
- 田辺博之

### スタッフ
- 監督：辻裕之
- 製作：北側雅司、中島仁
- 企画：俊藤浩滋、伊藤秀裕
- 原作：大下英治「修羅の群れ」桃園書房刊
- プロデューサー：小野誠一、内藤三郎
- 脚本：石川雅也
- キャスティングプロデューサー：田辺博之
- ラインプロデューサー：角田昇
- 企画協力：岡嶋正明、山田浩貴(1) / 大野俊和・松島正則(2) / 福原秀起・磯田一也(3)
- 音楽：奥野敦士
- 挿入曲「神奈川水滸伝」作曲：船村徹 / コピーライト：北島音楽出版
- 撮影：小松原茂
- 照明：石丸隆一
- 録音：星一郎
- 美術：吉田直哉
- 編集：金子尚樹
- スクリプター：石川恵与
- スタントコーディネーター：辻井啓伺
- 助監督：横井健司
- 制作担当：東克治
- プロデューサー補：岩清水昌弘
- 監督助手：高野敏幸、小原直樹、甲斐聖太郎
- 装飾：橋本千春
- 持道具：中村聡宏
- 衣裳：江橋綾子、山田夏子
- キモノスタイリスト：冨田伸明
- ヘアー・メイク：水野みゆき、堀ちほ、田中宥久子
- ガンエフェクト：ビル横山
- 刺青：田中光司（彫武一門）
- スチール：小鮒利也
- 題字：亀谷石嶺
- タイトル：道川昭
- 方言指導：浅池香住
- 整音：関谷行雄
- 効果：柴崎憲治
- EED：石川高史
- ネガ編集：神田純子、門司康子、松村由紀
- 演技事務：伊東雅子
- 制作主任：加々見剛
- 制作進行：稲葉尚人、佐藤比名子
- 衣裳協力：愛ZECRA
- 制作協力：エクセレントフィルム
- 制作：ミュージアム・ピクチャーズ
- 製作：ミュージアム

### ソフト
- 修羅の群れ 第一部 怒濤編（VHS：2002年5月25日 / DVD：2002年12月25日）
- 修羅の群れ 第二部 風雲編（VHS：2002年6月25日 / DVD：2002年12月25日）
- 修羅の群れ 第三部 完結編 大抗争列島!!（VHS：2002年7月25日 / DVD：2002年12月25日）
- 修羅の群れ 3巻セットDVD-BOX版（DVD：2002年12月25日）